# Onirion
Onirion is een muggengeslacht uit de familie van de steekmuggen (Culicidae).

## Soorten
- O. aenigma Harbach, 2000
- O. brucei (del Ponte & Cerqueira, 1938)
- O. celatum Peyton & Harbach, 2000
- O. imparis Peyton & Harbach, 2000
- O. personatum (Lutz, 1904)
- O. regale Peyton & Harbach, 2000
- O. sirivanakarni (Duret, 1982)